# Гіг Янг
Гіг Янг (англ. Gig Young; 4 листопада 1913, Сент-Клауд, Міннесота, США — 19 жовтня 1978, Мангеттен, Нью-Йорк, США) — американський актор театру, кіно і телебачення, лауреат премії «Оскар» за найкращу чоловічу роль другого плану у фільмі «Загнаних коней пристрілюють, чи не так?» (1969).

## Біографія
19 жовтня 1978 року Гіг Янг та його п'ята дружина Кім Шмідт були знайдені мертвими у своїй квартирі в Мангеттені. За версією поліції актор застрелив свою дружину, а потім застрелився сам. Справу так ніколи і не було розкрито.

## Фільмографія
| Рік  |   | Українська назва                        | Оригінальна назва              | Роль              |
| ---- | - | --------------------------------------- | ------------------------------ | ----------------- |
| 1951 | ф | Налий ще                                | Come Fill the Cup              | Бойд Коупленд     |
| 1955 | ф | Години розпачу                          |                                |                   |
| 1958 | ф | Улюбленець вчительки                    | Teacher’s Pet                  | доктор Г'юго Пайн |
| 1969 | ф | Загнаних коней пристрілюють, чи не так? | They Shoot Horses, Don't They? | Роккі             |